# Polana (województwo pomorskie)
Polana – kolonia w Polsce, w województwie pomorskim, w powiecie chojnickim, w gminie Czersk.
Do 2023 miejscowość była częścią wsi Pustki.
Miejscowość wchodzi w skład sołectwa Gotelp.
W latach 1975–1998 miejscowość administracyjnie należała do województwa bydgoskiego.